# Helianthus maximiliani
Helianthus maximiliani là một loài thực vật có hoa trong họ Cúc. Loài này được Schrad. mô tả khoa học đầu tiên năm 1835.